# Municipio de Northeast Marion
El municipio de Northeast Marion (en inglés: Northeast Marion Township) es un municipio ubicado en el condado de Polk en el estado estadounidense de Misuri. En el año 2010 tenía una población de 4713 habitantes y una densidad poblacional de 45,16 personas por km².

## Geografía
El municipio de Northeast Marion se encuentra ubicado en las coordenadas 37°40′18″N 93°21′10″O / 37.67167, -93.35278. Según la Oficina del Censo de los Estados Unidos, el municipio tiene una superficie total de 104.36 km², de la cual 103,72 km² corresponden a tierra firme y (0,61 %) 0,64 km² es agua.

## Demografía
Según el censo de 2010, había 4713 personas residiendo en el municipio de Northeast Marion. La densidad de población era de 45,16 hab./km². De los 4713 habitantes, el municipio de Northeast Marion estaba compuesto por el 97,05 % blancos, el 0,72 % eran afroamericanos, el 0,53 % eran amerindios, el 0,38 % eran asiáticos, el 0,42 % eran de otras razas y el 0,89 % eran de una mezcla de razas. Del total de la población el 1,8 % eran hispanos o latinos de cualquier raza.